# Kejsi Tola
Kejsi Tola (Tirana, Albânia, 5 de fevereiro de 1992) é uma cantora albanesa, representante de seu país no Festival Eurovisão da Canção 2009, disputado em Moscovo, Rússia.

## Carreira
Kejsi Tola iniciou sua carreira aos 11 anos num festival de jovens talentos, onde alcançou o primeiro lugar. Em outras duas oportunidades também venceu o concurso de jovens vozes do Shkodra Festival Contest.
Em 2008 venceu o prêmio de revelação no festival Friday Fever Song Contest. No mesmo ano venceu o festival da canção da Rádio e Televisão Albanesa com a música Carry Me in Your Dreams, classificando-se para o Festival Eurovisão da Canção 2009 após vencer a final nacional em 21 de dezembro de 2008. No Eurovisão terminou na 17ª posição com 48 pontos, novamente com Carry Me in Your Dreams.
Tola tentou novamente uma vaga para disputar o Festival Eurovisão da Canção 2010, participando do concurso nacional disputado em 27 de dezembro de 2009. No entanto, desta vez ficou apenas em 15º lugar com a balada Ndonjëherë.